# Slamdance Film Festival

Logo des Festivals

Das Slamdance Film Festival ist ein US-amerikanisches Filmfestival, das jährlich in Utah stattfindet. Es konkurriert mit dem gleichzeitig stattfindenden Sundance Film Festival, und seine Anhänger betrachten es als bessere Repräsentation der unabhängigen Filmemacher (Independent film-making). Hauptaugenmerk des Festivals liegt auf der Entdeckung neuer Talente innerhalb der Filmindustrie. Regisseure wie Christopher Nolan, Marc Forster, Jared Hess und Oren Peli konnten so beim Slamdance Film Festival erstmals von sich reden machen. Bei den Beiträgen im Wettbewerb um den Besten Film handelt es sich ausschließlich um Erstlingswerke der Regisseure, deren Budget nicht mehr als eine Million Dollar betragen darf.
Das Slamdance Festival richtet auch die Slamdance Guerilla Games Competition aus.